# Willi Stächele
Willi Stächele, né le 17 novembre 1951 à Bad Bellingen, est un homme politique allemand membre de l'Union chrétienne-démocrate d'Allemagne (CDU).
Il est actuellement président du Landtag de Bade-Wurtemberg.

## Biographie
Né dans le quartier de Rheinweiler, à Bad Bellingen, il obtient son Abitur en 1970, puis accomplit durant les deux années qui suivent son service militaire dans la Bundeswehr. En 1972, il entreprend des études supérieures de droit à l'université de Fribourg-en-Brisgau.
Il réussit son premier examen juridique d'État en 1977, et passe avec succès le second en 1979. Il devient ensuite procureur à Fribourg-en-Brisgau et représentant du ministère de la Justice de Bade-Wurtemberg au sein de la délégation du Land auprès du gouvernement fédéral.

## Parcours politique
En 1981, il est élu maire d'Oberkirch, réélu en 1989. Trois ans plus tard, il entre au Landtag du Bade-Wurtemberg et y prend la présidence de la commission permanente.
Réélu maire en 1997, il abandonne ce poste en juin 1998 pour devenir secrétaire d'État régional, délégué du Land auprès du gouvernement fédéral et chargé des Affaires européennes. Le 12 juin 2001, Erwin Teufel le nomme au ministère de l'Alimentation et du Milieu rural.
Quand Günther Oettinger remplace Teufel le 29 avril 2005, il devient ministre des Affaires européennes. À ce titre, il prend la présidence de la commission des Affaires de l'Union européenne du Bundesrat.
Le 4 juin 2008, Willi Stächele est nommé ministre des Finances du Bade-Wurtemberg.
Par ailleurs, il préside l'Union chrétienne-démocrate d'Allemagne (CDU) de Südbaden depuis 2001, et siège au sein de la présidence de la fédération régionale du parti, présidée par Stefan Mappus.
Il est élu le 11 mai 2011 président du Landtag, conformément à la tradition voulant que la fraction (et non la coalition) obtenant le plus de sièges choisisse dans ses rangs le président du Landtag.